# Clemens Maria Schreiner

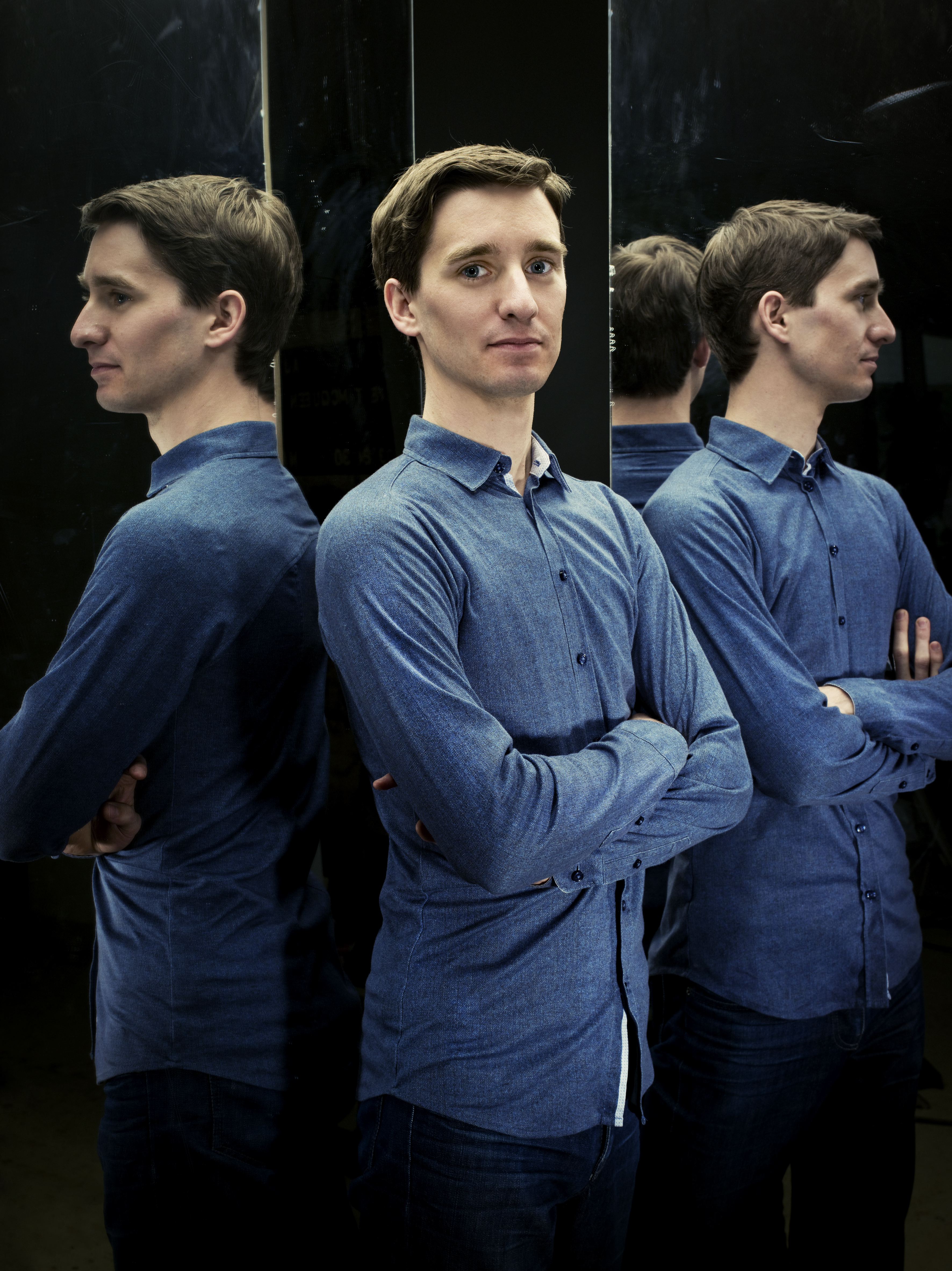
Clemens Maria Schreiner (2017)

Clemens Maria Schreiner (* 29. August 1989 in Leoben, Steiermark) ist ein österreichischer Kabarettist und Moderator.

## Leben
Schreiner belegte seinen ersten Schauspielunterricht im Alter von fünf Jahren. Später nahm er am Opernhaus Graz sowie bei Michaela Obertscheider Unterricht. Seit 2000 belegte er über 300 Stunden Improvisationstheater-Ausbildungen. Außerdem legte er im Sommer 2007 an der Graz International Bilingual School die Matura ab.
Er feierte sein Debüt als Kabarettist im Herbst 2004. Sein erstes Soloprogramm fort.UND.weg hatte 2005 Premiere, er erhielt dafür den Grazer Kleinkunstvogel. Damit ist Schreiner der bislang jüngste Gewinner des Grazer Kleinkunstvogels. 2006 wurde er mit dem Jurypreis beim Freistädter Frischling ausgezeichnet. In Folge war er an mehreren Theatern in Österreich und im deutschsprachigen Raum als Schauspieler engagiert, so zum Beispiel am Schauspielhaus Graz, am Theater Phönix und am Landestheater Linz sowie in der Schweiz am Sommertheater Winterthur. Seine erste Filmrolle hatte Schreiner 2007 in der Bavaria-Film-Produktion Lilly Schönauer – Liebe gut eingefädelt.
Neben seinen Solo-Kabarettprogrammen war Schreiner auch mehrere Jahre lang mit der Langen Nacht des Kabaretts auf Tour, darüber hinaus ist er als Moderator bei Veranstaltungen tätig.
Im ORF ist er seit Jänner 2016 regelmäßig als Mitglied des Rateteams von Was gibt es Neues? zu sehen, außerdem hatte er Auftritte bei den ORF-Kabarettformaten Pratersterne, Kabarettgipfel und Die Tafelrunde sowie im Bayerischen Rundfunk. Seine Solo-Kabarettprogramme wurden mehrfach im Rahmen der Reihe ORF-Sommerkabarett ausgestrahlt.
Seit 2019 moderiert er in ORF 1 die TV-Show Fakt oder Fake. 2021 war er für diese Tätigkeit für eine Romy nominiert.
2020 wurde Schreiner mit dem Österreichischen Kabarettpreis in der Kategorie Hauptpreis ausgezeichnet, 2023 und 2024 moderierte er die Verleihungsgala des Preises im Globe Wien.

## Kabarett-Programme
- fort.UND.weg (2005)
- UNzensiert (2006)
- Erstklassik (2008)
- Stufenlos (2010)1
- Neuland (2013)
- Was Wäre Wenn (2015)
- Immer Ich (2017, Ausstrahlung im ORF-Sommerkabarett[15])
- Schwarz auf Weiß (2019, Ausstrahlung im ORF-Sommerkabarett[16])
- Krisenfest (2021)
- Fehlerfrei (2024)[17]

## TV
- Bühnensport (BR, 2015, 2019)
- Was gibt es Neues? (ORF, seit 2016)
- Kabarettgipfel (ORF, 2017, 2021, 2023)
- Pratersterne (ORF, 2017, 2018, 2020, 2023)
- Fakt oder Fake (ORF, seit 2019)

## Auszeichnungen
- 2005: Grazer Kleinkunstvogel für fort.UND.weg
- 2006: Jurypreis des Freistädter Frischlings
- 2020: Österreichischer Kabarettpreis (Hauptpreis) für Schwarz auf Weiß[18]